# 타카토리 히데아키
타카토리 히데아키（일본어: 高取ヒデアキ, たかとり ひであき, 1967년 3월 4일 ~ ）는 일본의 가수, 작사가, 작곡가이다.

## 약력
1994년 록 밴드 WEATHER SIDE(원래 오메가 트라이브이다.) 다카시마 신지(高島信二), 니시하라 타카츠쿠(西原俊次)가 중심으로 결성하였다.}의 보컬로써 데뷔하였다.
1998년 동생인 타카토리 노부카즈(高取伸和)의 （NOBU, 원래COALTAR OF THE DEEPERS이다.）의 유닛인「COA」로 다시 데뷔하고 애니메이션 송으로 활동의 중심을 옮겼다.
현재는 자신의 가수 활동에 그치지 않고 많은 가수들에게 가사와 곡을 제공, 또 2003년에는 총 10명으로 구성 밴드 'Z기'에 보컬로 참여, 이곳에서의 활동도 적극적으로 하고 있다.